# John Bollinger
John A. Bollinger (nacido en 1950) es un autor y analista financiero estadounidense que ha contribuido en el campo del análisis técnico con el desarrollo de las Bandas de Bollinger. 
Bollinger fue el primer analista en obtener ambas certificaciones, CFA Chartered Financial Analyst y CMT Chartered Market Technician. Ha sido, a su vez, galardonado con numerosos premios debido a la transcendencia de sus teorías. 

## Miembro de
CFA Institute 
CFA Society Los Angeles, la Sociedad CFA de Los Ángeles 
Technical Securities Analysts Association 
Market Technicians Association  Archivado el 5 de agosto de 2020 en Wayback Machine.